# Battaglia di Romagnano (1524)
La battaglia di Romagnano venne combattuta nella zona di Romagnano Sesia, in località San Martino di Breclema, il 30 aprile 1524, fra le truppe spagnole di Carlo V e l'esercito francese di Francesco I nel corso della Quarta guerra d'Italia.

La notorietà dell'episodio è dovuta soprattutto al fatto che, nel corso dello scontro, morì il comandante francese, Cavalier Baiardo.

## Storia
Nell'autunno del 1523 i francesi, non rassegnati alla perdita del Milanese per mano degli imperiali, inviano nel nord Italia un nuovo esercito comandato dall'ammiraglio Bonnivet. Dispongono di un gran numero di cavalieri (1 800 lance) e di una massa ancora più impressionante di fanti: 10 000 svizzeri, 6 000 lanzichenecchi, 3 000 italiani, 12 000 francesi. Sull'altro fronte, ci sono tutti gli Stati italiani stretti attorno alla Spagna, incluse le Bande Nere e Venezia. Il 14 settembre 1523 Bonnivet varca il Ticino; l'esercito avversario, guidato dal vecchio Prospero Colonna, può opporgli solo 800 uomini d'arme, 800 cavalieri leggeri e 13 000-14 000 fanti spagnoli, tedeschi ed italiani. Non resta quindi che arretrare a Milano.
I francesi, a quel punto, si mostrano poco decisi, rinunciando a cercare una battaglia in campo aperto e limitandosi invece a scorrerie inconcludenti. Nel giro di un paio di mesi la situazione si fa critica per Bonnivet: i veneziani si fanno minacciosi sull'Adda, i pontifici avanzano da Parma fino a Pavia, nuove fanterie spagnole, sotto il comando del marchese di Pescara, si mettono in marcia verso la Lombardia. Le truppe francesi, per evitare l'accerchiamento, iniziano a ritirarsi, e il 17 novembre sono ad Abbiategrasso, vicino al Ticino. All'inizio del 1524 gli imperiali vengono rinforzati dalla calata in Italia di 6 000 lanzichenecchi, capitanati dal connestabile di Borbone, che assume il comando supremo dell'esercito: lasciati 6 000 fanti di presidio a Milano, passa all'attacco con il resto dell'esercito, incalzando i francesi. Prima raggiunge Pavia, il 2 marzo attraversa il fiume Ticino, quindi si dirige verso nord. I francesi ripiegano verso Mortara e poi a Novara; gli imperiali, però, gli tagliano la via di ritirata, attestandosi a Biandrate.
Quando tutto sembra perduto per Bonnivet, nella seconda metà di aprile in suo soccorso si muovono ingenti rinforzi svizzeri: circa 10 000 uomini giungono dalla Valle d'Aosta e 5 000 dalla Valtellina, attraverso i monti nella zona di Lecco. Questo secondo contingente viene però bloccato al passo a Caprino da Giovanni de' Medici con le sue Bande Nere (3 000 uomini), con l'aiuto dei veneziani. I primi 10 000 svizzeri, invece, scendono a Ivrea e da lì raggiungono Gattinara, sulla destra del fiume Sesia, per coprire la ritirata dell'esercito francese. Gli imperiali cercano di impedire il ricongiungimento tra i due eserciti, spostandosi verso nord, da Biandrate a Briona (27 aprile). Il 28 aprile Bonnivet esce da Novara e con grande rapidità riesce a sopravanzare il nemico, che si sta muovendo sulla sua sinistra; i francesi, di sera, possono quindi posizionarsi a Romagnano, sulla sponda sinistra della Sesia. Gli spagnoli si accampano a Ghemme, a 5 km da Romagnano.
C'è subito qualche scaramuccia tra gli esploratori dei due schieramenti: durante la notte i francesi costruiscono un ponte e nella mattinata del 29 aprile attraversano il fiume. Il Bonnivet protegge la ritirata con gli uomini d'arme, un velo di fanti e le artiglierie leggere, mentre di pomeriggio 200 cavalieri mantovani delle forze imperiali, guidati da Paolo Luzasco, trovano un guado e possono gettarsi sulle artiglierie francesi. Bonnivet prova a recuperarle con i suoi uomini d'arme ed una schiera di 400 svizzeri, ma arriva anche il marchese di Pescara con altri cavalieri leggeri e 3 000 archibugieri scelti spagnoli. I francesi vengono sbaragliati e il loro generale, ferito, è costretto a ritirarsi, cedendo il comando delle truppe al conte di Saint-Paul e al cavaliere Baiardo. La ritirata verso Gattinara avviene con gli imperiali alle calcagna. Il coraggioso Baiardo reagisce, ma viene ferito a morte. Intervengono gli svizzeri, che danno ossigeno alle esauste truppe francesi, e spingono il marchese di Pescara a retrocedere fino al fiume Sesia. Guadagnato un po' di tempo e spazio, nella notte tra il 29 e il 30 aprile i francesi proseguono la ritirata fino a Rovasenda. La mattina del 30 aprile l'esercito imperiale riprende l'inseguimento ma non accetta la battaglia campale che i francesi gli offrono. I fuggitivi possono dunque proseguire la loro marcia fino ad Ivrea e da qui tornare in patria attraverso la Valle d'Aosta.

## Conclusioni
In pratica, la battaglia di Romagnano si risolse in due scontri successivi sulla destra della Sesia, tra Romagnano e Gattinara, fra la retroguardia di un esercito - quello francese - in ritirata e gli inseguitori imperiali, formati soprattutto da cavalleria leggera e tiratori. Questi ultimi mostrarono che l'efficacia delle armi da fuoco era sempre maggiore; i moschetti ormai potevano tenere testa alla cavalleria pesante, destinata ad un inesorabile declino.